# Berville-sur-Seine
Berville-sur-Seine és un municipi francès situat al departament del Sena Marítim i a la regió de Normandia. L'any 2007 tenia 550 habitants.

## Demografia

### Població
El 2007 la població de fet de Berville-sur-Seine era de 550 persones. Hi havia 206 famílies de les quals 36 eren unipersonals (12 homes vivint sols i 24 dones vivint soles), 69 parelles sense fills, 89 parelles amb fills i 12 famílies monoparentals amb fills.
La població ha evolucionat segons el següent gràfic:
Habitants censats

### Habitatges
El 2007 hi havia 222 habitatges, 208 eren l'habitatge principal de la família, 3 eren segones residències i 12 estaven desocupats. 218 eren cases i 1 era un apartament. Dels 208 habitatges principals, 163 estaven ocupats pels seus propietaris, 39 estaven llogats i ocupats pels llogaters i 5 estaven cedits a títol gratuït; 1 tenia una cambra, 8 en tenien dues, 22 en tenien tres, 59 en tenien quatre i 117 en tenien cinc o més. 159 habitatges disposaven pel capbaix d'una plaça de pàrquing. A 90 habitatges hi havia un automòbil i a 108 n'hi havia dos o més.

### Piràmide de població
La piràmide de població per edats i sexe el 2009 era:
| Homes | Edats   | Dones |
| ----- | ------- | ----- |
| 0     | 95 o +  | 0     |
| 4     | 90 a 94 | 0     |
| 8     | 85 a 89 | 4     |
| 0     | 80 a 84 | 0     |
| 4     | 75 a 79 | 0     |
| 16    | 70 a 74 | 12    |
| 8     | 65 a 69 | 16    |
| 4     | 60 a 64 | 8     |
| 12    | 55 a 59 | 4     |
| 12    | 50 a 54 | 12    |
| 20    | 45 a 49 | 28    |
| 28    | 40 a 44 | 12    |
| 12    | 35 a 39 | 28    |
| 32    | 30 a 34 | 24    |
| 20    | 25 a 29 | 36    |
| 4     | 20 a 24 | 24    |
| 0     | 15 a 19 | 16    |
| 16    | 10 a 14 | 40    |
| 32    | 5 a 9   | 16    |
| 16    | 0 a 4   | 8     |

## Economia
El 2007 la població en edat de treballar era de 358 persones, 267 eren actives i 91 eren inactives. De les 267 persones actives 252 estaven ocupades (133 homes i 119 dones) i 15 estaven aturades (5 homes i 10 dones). De les 91 persones inactives 41 estaven jubilades, 28 estaven estudiant i 22 estaven classificades com a «altres inactius».

### Ingressos
El 2009 a Berville-sur-Seine hi havia 200 unitats fiscals que integraven 511,5 persones, la mediana anual d'ingressos fiscals per persona era de 17.211 €.

### Activitats econòmiques
Dels 21 establiments que hi havia el 2007, 3 eren d'empreses extractives, 6 d'empreses de construcció, 2 d'empreses de comerç i reparació d'automòbils, 3 d'empreses de transport, 2 d'empreses d'hostatgeria i restauració, 1 d'una empresa financera, 1 d'una empresa de serveis, 1 d'una entitat de l'administració pública i 2 d'empreses classificades com a «altres activitats de serveis».
Dels 8 establiments de servei als particulars que hi havia el 2009, 3 eren paletes, 1 guixaire pintor, 2 lampisteries, 1 perruqueria i 1 restaurant.
L'any 2000 a Berville-sur-Seine hi havia 7 explotacions agrícoles.

## Equipaments sanitaris i escolars
El 2009 hi havia una escola elemental.

## Poblacions més properes
El següent diagrama mostra les poblacions més properes.